# L'Emménagement
L'Emménagement (en anglais : Negro in the Suburbs, aussi intitulé New Kids in the Neighborhood et Moving In) est une illustration hyperréaliste de Norman Rockwell pour un article du magazine Look du 16 mai 1967 : « The Negro in the Suburbs ».
Elle fait partie d'une série d'illustrations sur le thème de la ségrégation raciale aux États-Unis, que Rockwell réalise pour ce magazine à partir de 1964. L'œuvre originale peinte à l'huile sur toile est conservée dans les collections du Norman Rockwell Museum de Stockbridge.

## Contexte
La peinture illustre un article du journaliste Jack Starr pour le magazine Look intitulé « The Negro in the Suburbs », relatant le témoignage de Jacqueline Robbins, une mère de famille noire américaine vivant depuis 1962 à Park Forest dans la banlieue de Chicago avec son époux chimiste et ses deux enfants. Elle raconte dans cet article les difficultés pour une famille noire de vivre dans un quartier majoritairement blanc.    

## Description
L'illustration représente deux jeunes enfants noirs, un garçon et une petite fille, lors d'un emménagement dans un quartier de la banlieue de Chicago. Face à eux, trois enfants blancs, deux garçons, dont un en tenue de baseball, et une fille les regardent. Les enfants noirs portent des habits semblables à ceux des enfants blancs. 
La petite fille noire tient un chat blanc dans ses bras et un jeune chien noir accompagne le groupe des enfants blancs. Chaque groupe possède au moins un gant de base-ball. Les enfants et les deux animaux qui les accompagnent se font face avec curiosité, séparés par les lignes du pavage. Les enfants noirs (qui ont l'air curieux) sont plus proches de cette ligne que les enfants blancs (qui ont l'air d'avoir peur). À leur côté se profile la masse imposante d'un camion de déménagement, dont un employé déplace une malle sur la pente qui vient s'ajouter à d'autres objets (meubles, cadres et lampe de chevet) posés sur la pelouse de la propriété. En arrière-plan, une silhouette regarde le groupe des enfants derrière les rideaux d'une fenêtre de l'une des habitations voisine. Entre deux maisons, se profile l'arrière d'une voiture décapotable de couleur crème. La peinture est signée en bas à droite.